# Desi hip hop
Sous-genres
Urban, trance, RnB, musique électronique
Le desi hip hop désigne la culture et la musique mêlant éléments de hip-hop et sous-continent indien ; le terme desi se réfère à la zone sud-asiatique. Le terme est également utilisé pour désigner la musique rap et parfois pop qui impliquent les racines sud-asiatiques. La création du terme « desi hip hop » est souvent attribuée au rappeur Bohemia. La commercialisation à Bollywood n'est pas positivement accueilli par tous les adeptes du genre.

## Histoire
Baba Sehgal fait connaitre le rap hindi dans les années 1990 avec ses albums incluant Thanda Thanda Pani, Dilruba, Main bhi Madonna, Manjula et Dil Dhadke. Son album Thanda Thanda Pani (1992) se vend à 100 000exemplaires en trois mois et demi, et popularise le rap dans la scène musical indienne. Apache Indian, un autre artiste d'origine indienne, est le premier artiste britannique à atteindre les classements locaux grâce à une série de chansons à succès dans les années 1990. Fakhar-e-Alam est célèbre pour avoir popularisé le genre musical bhangra/rap au Pakistan avec son premier album Rap Up en 1994. Alam publie un single inhabituel et « comique » en 1993 intitulé Bhangra Rap, qui sera d'une manière surprenante diffusée sur MTV et sera considéré comme la première pierre de la culture bhangra/rap au Pakistan. Bohemia popularise le rap pendjabi avec son premier album Vich Pardesan De (2002) publié et accueilli à l'international,.

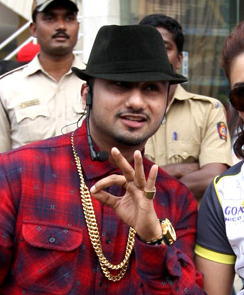
Honey Singh est cité pour avoir popularisé le rap à Bollywood.

Avec l'exposition de MTV en Inde, le début des années 2000 assiste à une émergence de rappeurs indiens, qui rappaient principalement en anglais, dans la veine des rappeurs américains. La culture hip-hop, incluant graffiti et b-boying émergent dans la scène musicale et dans les rues de Delhi et Mumbai. Après le lancement du deuxième album de Bohemia, Pesa Nasha Pyar, en 2006, dont les chansons Kali Denali, Kurti et Sahara deviennent de gros succès, la langue desi attire l'intérêt des rappeurs locaux en fin des années 2000,. La rappeuse Hard Kaur effectue plusieurs chansons pour Bollywood comme Move Your Body (2007) et Talli (2008) qui fait connaître la musique rap à Bollywood,,. Malgré les nombreux hits du genre, la scène desi hop reste largement underground, et garde un public fidèle.
L'intérêt pour le rap évolue grandement en Inde après 2011, et de nombreux rappeurs émergent dans tous les coins du pays. Ce gain de popularité fait suite au succès de Yo Yo Honey Singh en Inde et à Bollywood,,,,. Après le gros succès de l'album International Villager, Singh publie de nombreuses chansons à succès,. À l'aube du succès de Honey Singh, le genre s'étend à Bollywood . Même les plus grands acteurs de Bollywood comme Ranveer Singh, Akshay Kumar et Varun Dhawan s'essayent au rap. Avec ce gain de popularité à Bollywood, la production de rap s'élargit significativement, en particulier dans l'industrie musicale pendjabi. Il existe des débats concernant la popularité du hip-hop et la contribution de Honey Singh au genre. Bien que certains artistes tels que Badshah, Ikka, Deep Money, et Manjeet Ral reconnaissent sa contribution significative dans le genre,d'autres comme Raftaar, Bohemia, et Imran Khan affirment ouvertement le contraire. Les adeptes du hip-hop ont également un point de vue négatif concernant la commercialisation du genre en Inde,,.